# Чорна зірка проминає
«Чорна зірка проминає» (англ. The Black Star Passes) — збірка науково-фантастичних оповідань американського письменника Джона Кемпбелла-молодшого. Вперше вийшов 1953 року у видавництві Fantasy Press тиражем 2951 примірник. Збірка розпочинає серію книг Кемпбелла Аркот, Морі та Вейд, за нею йдуть романи «Острови космосу» та «Окупанти з нескінченності». Спочатку оповідання з’являлися в журналах «Емейзін сторіз» та «Емейзін сторіз квартерлі» та були «широко відредаговані» для публікації у збірці, з дозволу Кемпбелла, Ллойдом Артуром Ешбахом.
Рецензент Гелексі Грофф Конклін описав оповідання як «три скрипучі класики ... Кумедно читати, [але] антикваріат у стилі рококо [без] правдоподібних героїв, людських стосунків, навіть логічних сюжетів». Ентоні Бучер та Френсіс Маккомас негативно схарактеризували книгу як «безнадійно застарілий набір романів ... Викликає занепокоєння лише тих, хто хоче спостерігати незграбну личинкову стадію великої фігури наукової фантастики». П. Шуйлер Міллер описав оповідання як «старомодне задоволення, яке [Кемпбелл] більше не сприймає серйозніше, ніж вам потрібно».

## Зміст
- Вступ
- «Переважаюче піратство»
- «Солярит»
- «Чорна зірка проминає»